# Comunidad Calmecayo
Comunidad Calmecayo är en ort i Mexiko.   Den ligger i kommunen Coxcatlán och delstaten San Luis Potosí, i den centrala delen av landet, 230 km norr om huvudstaden Mexico City. Comunidad Calmecayo ligger 141 meter över havet och antalet invånare är 684.
Terrängen runt Comunidad Calmecayo är kuperad åt nordväst, men åt sydost är den platt. Runt Comunidad Calmecayo är det ganska tätbefolkat, med 100 invånare per kvadratkilometer. Närmaste större samhälle är Villa Terrazas, 9,3 km söder om Comunidad Calmecayo. I omgivningarna runt Comunidad Calmecayo växer huvudsakligen savannskog.